# Leptotila battyi
Rola-de-dorso-castanho ou rolinha-panamense (Leptotila battyi) é uma espécie de ave da família Columbidae. Endémica do Panamá, tem distribuição restrita à costa do Pacífico, na Península de Azuero e nas ilhas de Cébaco e Coiba.